# Graptacme eboreum
Graptacme eboreum är en blötdjursart som först beskrevs av Conrad 1846.  Graptacme eboreum ingår i släktet Graptacme och familjen Dentaliidae. Inga underarter finns listade i Catalogue of Life.